# Ulrich Haupt
Ulrich Haupt (* 20. November 1952) ist ein ehemaliger deutscher Leichtathlet.

## Leben
Ulrich Haupt gewann mit der 4-mal-100-Meter-Staffel bei den Deutschen Meisterschaften 1973 die Bronze- und im Folgejahr die Silbermedaille. Zudem gewann er bei Silber den Deutschen Hallenmeisterschaften 1974 über 200 Meter und 1975 über 60 Meter.
Mit der 4-mal-100-Meter-Staffel der Bundesrepublik Deutschland wurde er Sechster beim Europacup 1979.